# Angy
Angy és un municipi francès, situat al departament de l'Oise i a la regió dels Alts de França. L'any 2007 tenia 1.196 habitants.

## Demografia

### Població
El 2007 la població de fet d'Angy era de 1.196 persones. Hi havia 456 famílies de les quals 92 eren unipersonals (16 homes vivint sols i 76 dones vivint soles), 160 parelles sense fills, 168 parelles amb fills i 36 famílies monoparentals amb fills.
La població ha evolucionat segons el següent gràfic:
Habitants censats

### Habitatges
El 2007 hi havia 494 habitatges, 466 eren l'habitatge principal de la família, 9 eren segones residències i 19 estaven desocupats. 424 eren cases i 68 eren apartaments. Dels 466 habitatges principals, 415 estaven ocupats pels seus propietaris, 42 estaven llogats i ocupats pels llogaters i 9 estaven cedits a títol gratuït; 1 tenia una cambra, 13 en tenien dues, 81 en tenien tres, 150 en tenien quatre i 221 en tenien cinc o més. 375 habitatges disposaven pel capbaix d'una plaça de pàrquing. A 184 habitatges hi havia un automòbil i a 241 n'hi havia dos o més.

### Piràmide de població
La piràmide de població per edats i sexe el 2009 era:
| Homes | Edats   | Dones |
| ----- | ------- | ----- |
| 0     | 95 o +  | 0     |
| 0     | 90 a 94 | 0     |
| 4     | 85 a 89 | 4     |
| 8     | 80 a 84 | 8     |
| 16    | 75 a 79 | 28    |
| 8     | 70 a 74 | 32    |
| 36    | 65 a 69 | 24    |
| 24    | 60 a 64 | 32    |
| 32    | 55 a 59 | 20    |
| 72    | 50 a 54 | 44    |
| 56    | 45 a 49 | 60    |
| 36    | 40 a 44 | 36    |
| 44    | 35 a 39 | 32    |
| 20    | 30 a 34 | 40    |
| 52    | 25 a 29 | 52    |
| 32    | 20 a 24 | 24    |
| 56    | 15 a 19 | 40    |
| 16    | 10 a 14 | 24    |
| 32    | 5 a 9   | 44    |
| 44    | 0 a 4   | 36    |

## Economia
El 2007 la població en edat de treballar era de 789 persones, 583 eren actives i 206 eren inactives. De les 583 persones actives 532 estaven ocupades (298 homes i 234 dones) i 51 estaven aturades (19 homes i 32 dones). De les 206 persones inactives 91 estaven jubilades, 50 estaven estudiant i 65 estaven classificades com a «altres inactius».

### Ingressos
El 2009 a Angy hi havia 471 unitats fiscals que integraven 1.240,5 persones, la mediana anual d'ingressos fiscals per persona era de 19.786 €.

### Activitats econòmiques
Dels 32 establiments que hi havia el 2007, 2 eren d'empreses extractives, 2 d'empreses alimentàries, 2 d'empreses de fabricació de material elèctric, 3 d'empreses de fabricació d'altres productes industrials, 6 d'empreses de construcció, 6 d'empreses de comerç i reparació d'automòbils, 1 d'una empresa d'hostatgeria i restauració, 1 d'una empresa financera, 1 d'una empresa immobiliària, 3 d'empreses de serveis, 1 d'una entitat de l'administració pública i 4 d'empreses classificades com a «altres activitats de serveis».
Dels 9 establiments de servei als particulars que hi havia el 2009, 1 era un taller de reparació d'automòbils i de material agrícola, 1 taller d'inspecció tècnica de vehicles, 1 paleta, 1 fusteria, 1 lampisteria, 1 electricista, 1 empresa de construcció i 2 perruqueries.
Dels 6 establiments comercials que hi havia el 2009, 2 eren supermercats, 1 una botiga de més de 120 m², 2 fleques i 1 una joieria.

## Equipaments sanitaris i escolars
El 2009 hi havia una escola elemental.

## Poblacions més properes
El següent diagrama mostra les poblacions més properes.